# نيكوس لياكوبولوس
نيكوس لياكوبولوس مواليد 16 مارس 1983 في آغيوس ديمتريوس، أثينا، اليونان، هو لاعب كرة سلة يوناني. بدأ مسيرته الاحترافية في سنة 2001. يحمل الرقم 10. يبلغ طوله 6 قدم 3 بوصة (1.9 م).

## المسيرة الاحترافية
لعب مع نادي سبورتينغ لكرة السلة في موسم 2001–2002، ثم لعب مع نادي دافنيس لكرة السلة في موسم 2006–2007، ثم لعب مع نادي إراكليس سالونيك لكرة السلة في موسم 2008–2009.

## روابط خارجية
- نيكوس لياكوبولوس على موقع DraftExpress.com (الإنجليزية)
- نيكوس لياكوبولوس على موقع ريلجم (الإنجليزية)
- نيكوس لياكوبولوس على موقع بروبوليرز (الإنجليزية)